# Christina Forte
Christina Mattoso Maia Forte (Niterói, 23 de junho de 1967) é uma velejadora brasileira praticante de windsurf. Christina competiu nos Jogos Olímpicos de Verão de 1992, nos Jogos Olímpicos de Verão de 1996 e nos Jogos Olímpicos de Verão de 2000. Foi medalhista nos Jogos Pan-Americanos de 1999.

## Biografia
Começou a velejar por influência do pai, se aproximando do windsurf aos 13 anos. Passou a representar o Iate Clube Brasileiro, de Niterói. Esteve nos Jogos Pan-Americanos de 1987, em Indianápolis, ficando em quinto lugar.
Em 1991 já acumulava três títulos brasileiros, um primeiro lugar no Campeonato Sul-Americano e um sexto lugar no Campeonato Europeu de 1989, na Suíça. Participou dos Jogos Pan-Americanos de 1991, em Havana, onde foi a quarta colocada.
Disputou os Jogos Olímpicos de Verão de 1992, em Barcelona, onde foi a 17ª colocada. O resultado quase desestimulou a velejadora, até então vice-campeã mundial da modalidade. Em 1993, alcançou o título de pentacampeã brasileira (1988, 1989, 1990, 1991 e 1993). Em 1995, chegou ao hexacampeonato estadual (1987, 1988, 1990, 1991, 1993 e 1995).
Esteve na disputa dos Jogos Olímpicos de Verão de 1996, em Atlanta. Teve bom desempenho nas três primeiras regatas, mas pisou em um buraco no chão do vestiário e machucou o braço direito. Chegou a velejar, mas, ao chegar no hospital, acabou sendo constatada uma fratura.

Em 1998, alcançou o bicampeonato sul-americano, durante prova realizada na Patagônia, na Argentina. Sua primeira conquista havia sido em 1988. Competiu nos Jogos Pan-Americanos de 1999, em Winnipeg, ganhando a medalha de bronze. Nos Jogos Olímpicos de Verão de 2000, em Sydney, esteve como atleta do Vasco da Gama, terminando em 26º lugar. Encerrou a carreira, passando a praticar windsurf apenas como hobby.